# Erytenna
Erytenna är ett släkte av skalbaggar. Erytenna ingår i familjen vivlar.
Kladogram enligt Catalogue of Life:
| Erytenna | \| \| Erytenna consputa \| \| \| \| \| \| Erytenna dispersa \| \| \| \| |
|          | \| \| Erytenna consputa \| \| \| \| \| \| Erytenna dispersa \| \| \| \| |
|          | Erytenna consputa                                                       |
|          |                                                                         |
|          | Erytenna dispersa                                                       |
|          |                                                                         |